# シスコン (ゲーム会社)
シスコン株式会社（英: Syscom, Inc.）は、日本の東京都台東区に本社を置く家庭用ゲームソフト制作およびパチンコ・パチスロ機の開発・製造・販売の会社である。
元々はパチンコ・パチスロメーカーであるアビリット（後のコナミアミューズメント）の関連会社だったが、2009年5月に同社との資本関係を解消。2010年にベルコグループ入りした。

## 沿革
- 1991年3月 株式会社日本シスコン設立。
- 1997年8月 東京都台東区松が谷へ本社移転。
- 1999年12月 パチンコ・パチスロ遊技機開発事業（第一研究開発部）を株式会社シスコンアミューズメントに分社。
- 2004年3月 株式会社シスコンアミューズメントをシスコン株式会社へ社名変更。
- 2011年4月 東京都台東区東上野へ本社移転。

## 製品
- パチンコ・パチスロ機
  - 鬼浜爆走紅蓮隊 爆音烈士編
  - エイリアン
  - 鬼浜爆走愚連隊
  - マリンパニック
  - デスバレー
  - 海童くん
  - ナンタ など
- ゲームソフト
  - パチスロ完全攻略シリーズ
    - パチスロ完全攻略 鬼浜爆走愚連隊～激闘編～
    - パチスロ完全攻略 クランキープロ（1997年、PlayStation）
    - パチスロ完全攻略 高砂スーパープロジェクト（2001年、PlayStation）
    - パチスロ完全攻略 ギガゾーン（2002年、PlayStation 2）
    - パチスロ完全攻略 アルゼ（ユニバーサル）公式ガイドシリーズ
      - パチスロ完全攻略 ユニバーサル公式ガイド Vol.1（1997年、PlayStation）
      - パチスロ完全攻略 ユニバーサル公式ガイド Vol.2（1997年、PlayStation）
      - パチスロ完全攻略 ユニバーサル公式ガイド Vol.3（1998年、PlayStation）
      - パチスロ完全攻略 アルゼ公式ガイド Vol.4（1999年、PlayStation）

### その他
1998年
- グランド・セフト・オート（PlayStation）
- ヴィジランテ8（PlayStation）

1999年
- ACTION BASS（PlayStation）
- ぼくは航空管制官（PlayStation）
- ことぶきグランプリ〜めざせ原チャリキング〜（PlayStation）

2000年
- ヴィジランテ8〜セカンドバトル〜（PlayStation、ドリームキャスト）
- CRAZY BUMP'S 〜かっとびカーバトル!〜（PlayStation 2）
- Disney's TARZAN（ゲームボーイカラー）
- THE BISTRO ～料理＆ワインの職人たち～（PlayStation）

2001年
- CITY CRISIS（PlayStation 2）
- シープ（PlayStation）
- MIDNIGHT CLUB STREET RACING（PlayStation 2）
- 鉄1〜電車でバトル!〜（PlayStation 2）
- LOONEY TUNES COLLECTOR マーシャン クエスト!（ゲームボーイカラー）
- FLYING CIRCUS（PlayStation 2）

2002年
- WORLD GREATEST HITS Series
  - Vol.1 Pro-Pinball: Big Race USA（PlayStation）
  - Vol.2 Pipe Dreams 3D（PlayStation）
  - Vol.3 SPEEDBALL 2100（PlayStation）
  - Vol.4 Tom Clancy's RAINBOW SIX（PlayStation）
  - Vol.5 Tyco R/C（PlayStation）